# أخرجوا السكاكين 2
أخرجوا السكاكين 2 (بالإنجليزية: Knives Out 2)‏ هو فيلم غموض أمريكي من إخراج وتأليف وانتاج ريان جونسون وبطولة دانيال كريغ، ديف باتيستا، إدوارد نورتون، جانيل موناي وكاثرين هان. بلغت تكلفة إنتاج الفيلم ما بين 30-50 مليون دولار.

## روابط خارجية
أخرجوا السكاكين 2 على موقع IMDb (الإنجليزية)
- أخرجوا السكاكين 2 على موقع ميتاكريتيك (الإنجليزية)
- أخرجوا السكاكين 2 على موقع روتن توميتوز (الإنجليزية)
- أخرجوا السكاكين 2 على موقع نتفليكس (الإنجليزية)
- أخرجوا السكاكين 2 على موقع ألو سيني (الفرنسية)
- أخرجوا السكاكين 2 على موقع فيلمافينيتي (الإسبانية)
- أخرجوا السكاكين 2 على موقع قاعدة بيانات الأفلام السويدية (السويدية)
- أخرجوا السكاكين 2 على موقع قاعدة بيانات الفيلم (الإنجليزية)
- أخرجوا السكاكين 2 على موقع ليتربوكسد (الإنجليزية)
- أخرجوا السكاكين 2 على موقع كينوبويسك (الروسية)